# Lucilina amanda
Lucilina amanda är en blötdjursart som beskrevs av Thiele 1910. Lucilina amanda ingår i släktet Lucilina och familjen Chitonidae. Inga underarter finns listade i Catalogue of Life.